# Koos Andriessen
Jacobus Eye (Koos) Andriessen (ur. 25 lipca 1928 w Rotterdamie, zm. 22 stycznia 2019 tamże) – holenderski polityk i ekonomista, minister w resortach gospodarczych.

## Życiorys
Absolwent ekonomii w Nederlandsche Economische Hoogeschool (1951). Doktoryzował się w 1955 na Wolnym Uniwersytecie w Amsterdamie. Pracował jako nauczyciel akademicki na drugiej z tych uczelni, a później na Uniwersytecie Amsterdamskim. W drugiej połowie lat 50. był urzędnikiem w resorcie gospodarki, powrócił do niego w pierwszej połowie lat 60. na stanowisko doradcy.
Zaangażował się również w działalność polityczną w ramach Unii Chrześcijańsko-Historycznej, z którą w 1980 współtworzył Apel Chrześcijańsko-Demokratyczny. Od lipca 1963 do kwietnia 1965 był ministrem gospodarki w gabinecie Victora Marijnena. Następnie do 1987 zasiadał w radzie dyrektorów przedsiębiorstwa Van Leer, działającego w sektorze opakowań przemysłowych; od 1980 pełnił funkcję jego prezesa. W latach 1988–1989 kierował chrześcijańską organizacją pracodawców Nederlands Christelijk Werkgeversverbond. W listopadzie 1989 ponownie objął urząd ministra gospodarki, wchodząc w skład rządu Ruuda Lubbersa. Sprawował go do sierpnia 1994, od lipca 1994 kierował jednocześnie resortem transportu i gospodarki wodnej.

## Odznaczenia
- Kawaler Orderu Lwa Niderlandzkiego (1963)
- Komandor Orderu Oranje-Nassau (1994)[1]